# Профіль спектральної лінії

Профіль спектральної лінії та його параметри: довжина хвилі λ _{0}, ширина на піввисоті FWHM та еквівалентна ширина W

Профіль спектральної лінії — розподіл інтенсивності випромінювання чи поглинання в спектральній лінії залежно від довжини хвилі чи частоти. Профіль часто характеризується шириною на піввисоті або еквівалентною шириною, а його вид і ширина залежить від багатьох факторів, які називаються механізмами розширення. Оскільки найчастіше механізми розширення, окремо взяті, створюють або гаусівський, або лоренцівський профіль, то спостережувані профілі ліній являють собою їх згортку — фойгтівскій профіль, який досить добре описує більшість спектральних ліній. Однак за деяких умов, наприклад, при високому тиску, можуть виникати профілі ліній складної асиметричної форми.
До механізмів розширення відносяться, наприклад, природне розширення, доплерівське розширення та деякі інші ефекти. Крім того, на спостережуваний профіль лінії впливає апаратна функція використовуваних приладів: оскільки оптичні прилади мають скінченну роздільну здатність, навіть нескінченно вузька лінія все одно матиме ненульову ширину. Її профіль називають інструментальним, і часто саме він визначає спостережувану ширину лінії.

## Опис
Визначення форми спектральної лінії саме по собі є нетривіальною задачею, бо буває складно відокремити зміну інтенсивності через наявність даної лінії від зміни інтенсивності неперервного спектру і від впливу сусідніх ліній. Зазвичай ця задача розв'язується шляхом екстраполяції сусідніх з лінією областей спектру на область, де спостерігається лінія, так, якби лінія була відсутня.
Частотний розподіл інтенсивності може задаватися спектральною густиною випромінювання {\displaystyle dI(\nu )/d\nu \equiv I_{\nu }}, яку іноді також називають «інтенсивністю на частоті {\displaystyle \nu }», а повна інтенсивність спектральної лінії при цьому є інтегралом по всій спектральній області {\displaystyle I=\int _{0}^{\infty }I_{\nu }d\nu }. Можна позначити спостережувану інтенсивність на частоті {\displaystyle \nu } як {\displaystyle I_{\nu }}, а екстрапольовану — як {\displaystyle I_{\nu }^{0}}. Для емісійних ліній різниця цих величин {\displaystyle F_{\nu }} називається інтенсивністю випромінювання в лінії на частоті {\displaystyle \nu }. Для ліній поглинання глибиною лінії може називатися як абсолютна різниця, так і відносна різниця, нормована на {\displaystyle I_{\nu }^{0}}. Інший параметр — залишкова інтенсивність — виражається як {\displaystyle r_{\nu }=I_{\nu }/I_{\nu }^{0}}. Якщо в лінії поглинання інтенсивність спектра сягає нуля, то лінія називається насиченою.

### Параметри
Ширина лінії на піввисоті, іноді звана напівшириною — це різниця між довжинами хвиль або частотами, на яких інтенсивність випромінювання або глибина лінії становить половину від максимальної. Цей параметр позначається як {\displaystyle FWHM} (від англ. Full Width at Half Maximum). Область лінії, що знаходиться всередині ширини на піввисоті, називається центральною частиною, а області, що знаходяться по сторонах — крилами.
Для опису інтенсивності ліній поглинання використовується поняття еквівалентної ширини {\displaystyle W}: це розмір області в довжинах хвиль ({\displaystyle W_{\lambda }}) або в частотах ({\displaystyle W_{\nu }}), в якому неперервний спектр випромінює сумарно стільки ж енергії, скільки поглинається у всій лінії. Формально вона визначається через залишкову інтенсивність як {\textstyle W_{\nu }=\int _{\nu _{1}}^{\nu _{2}}(1-r_{\nu })d\nu } або {\textstyle W_{\lambda }=\int _{\lambda _{1}}^{\lambda _{2}}(1-r_{\lambda })d\lambda }. Теоретично, інтегрування має проводитися від {\displaystyle 0} до {\displaystyle \infty }, але на практиці інтегрують на скінченному інтервалі, що включає основні частини лінії — як правило, ширина інтервалу становить не більше декількох десятків нанометрів. Іншими словами, це ширина прямокутника з висотою, що дорівнює інтенсивності неперервного спектру, площа якого дорівнює площі над спектральною лінією.
Оскільки кількість фотонів, що поглинаються або випромінюються в лінії, залежить тільки від кількості атомів у відповідному стані та від густини випромінювання, то, при інших рівних, чим більша ширина на піввисоті, тим менша її глибина або інтенсивність.

### Вид профілю

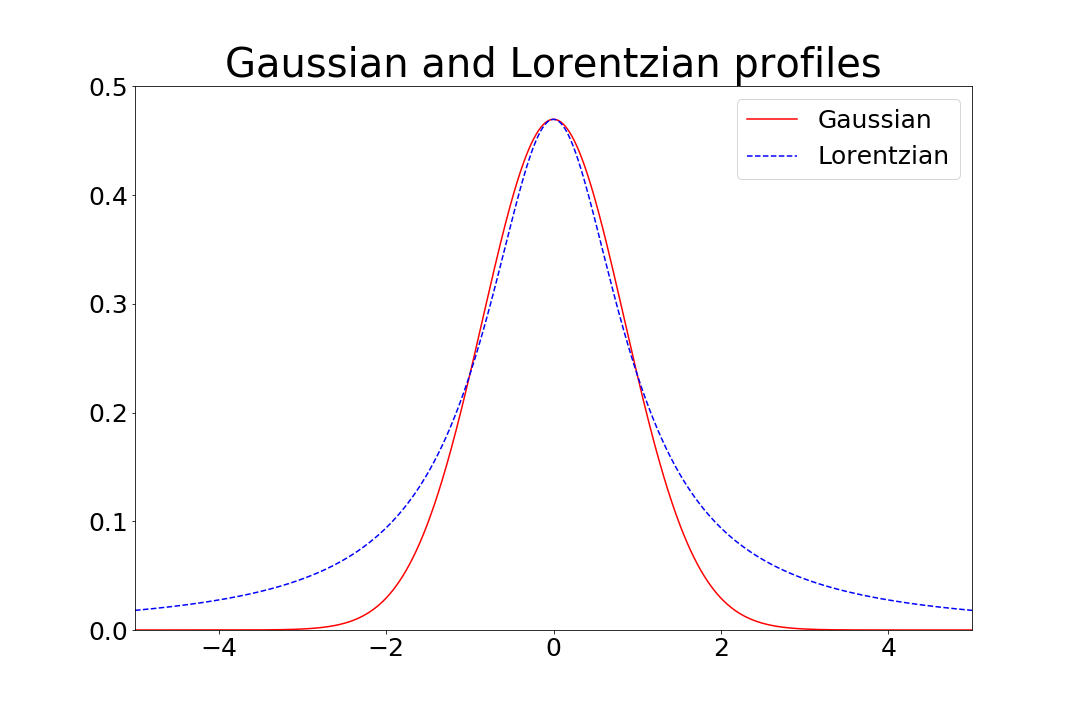
Гаусівський та лоренцівський профілі з однаковою шириною на піввисоті та інтенсивністю в центрі

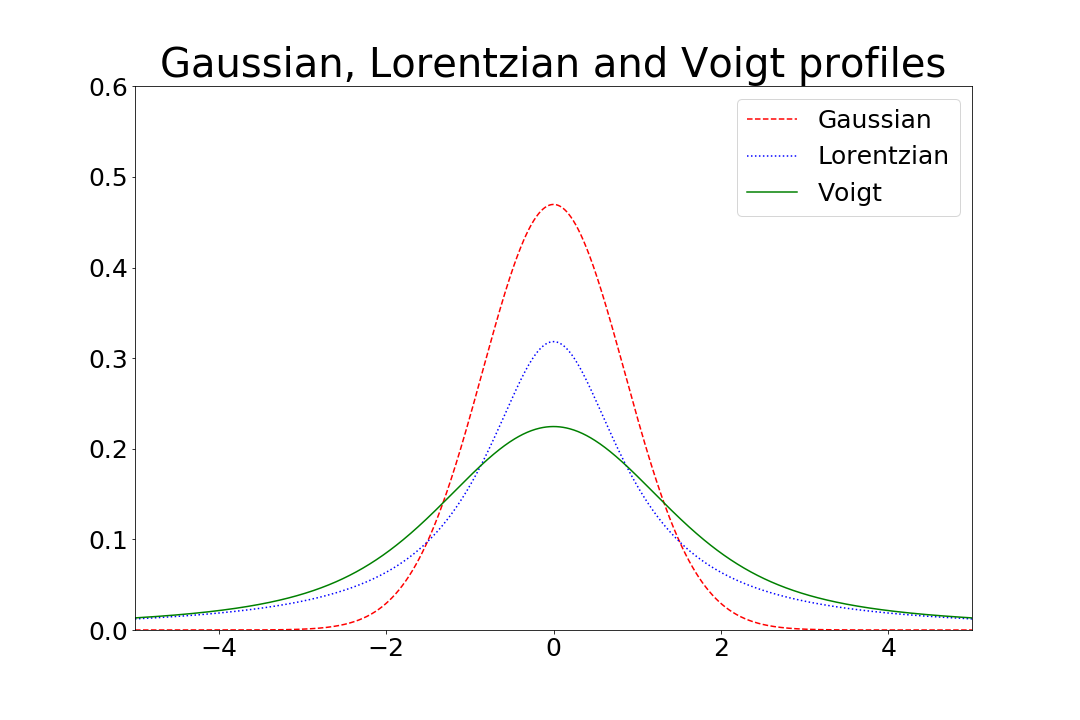
Гаусівський та лоренцівський профілі з однаковою шириною на піввисоті та фойгтівський профіль, що є їх згорткою

Більшість механізмів розширення, окремо взяті, призводять до формування гаусівського або лоренцівського профілю спектральної лінії. Якщо розподіл інтенсивності чи глибини {\displaystyle F(\nu )} нормовано на одиницю, тобто, {\textstyle \int F(\nu )d\nu =1}, то гаусівський профіль описується наступною формулою:
{\displaystyle F(\nu )={\frac {1}{{\sqrt {\pi }}\Delta \nu _{g}}}e^{-\left({\frac {\nu -\nu _{0}}{\Delta \nu _{g}}}\right)^{2}},}
де {\displaystyle \nu _{0}} — частота лінії, а {\displaystyle \Delta \nu _{g}} — різниця частот, на яких інтенсивність лінії в e раз менше максимальної. Величина {\displaystyle \delta \nu } — ширина на піввисоті для гаусівського профілю — пов'язана з {\displaystyle \Delta \nu _{g}} рівністю {\displaystyle \delta \nu =2{\sqrt {\ln 2}}~\Delta \nu _{g}}.
лоренцівський профіль описується формулою:
{\displaystyle F(\nu )={\frac {\Gamma }{2\pi }}{\frac {1}{(\nu -\nu _{0}-\Delta )^{2}+\Gamma ^{2}/4}},}
де {\displaystyle \nu _{0}} — частота лінії, {\displaystyle \Gamma } — ширина на піввисоті для лоренцівського профілю, {\displaystyle \Delta } — зсув лінії. За інших рівних умов, лоренцівський профіль має більш різкий максимум і більш виражені крила, ніж гаусівський.
Для ліній поглинання дані формули правильні лише у разі, якщо лінії слабкі. Для слабких ліній глибина на певній частоті {\displaystyle F_{\nu }}, нормована на інтенсивність неперервного спектру, приблизно дорівнює оптичній товщині {\displaystyle \tau _{\nu }}; загальна формула має вигляд {\displaystyle F_{\nu }=1-e^{-\tau _{\nu }}}. Якщо лінії поглинання сильні, формули для профілів повинні застосовуватися до оптичної товщини, а не до глибини лінії.
Якщо незалежно один від одного діє кілька механізмів, профіль, створюваний ними, є згорткою цих профілів. Зокрема, згортка двох гауссівських профілів із ширинами на піввисоті {\displaystyle \delta \nu _{1}} і {\displaystyle \delta \nu _{2}} також є гауссівським профілем із шириною {\displaystyle \delta \nu ={\sqrt {\delta \nu _{1}^{2}+\delta \nu _{2}^{2}}}} , а згортка двох лоренцівських профілів із ширинами {\displaystyle \Gamma _{1}} і {\displaystyle \Gamma _{2}} є лоренцівським профілем із шириною {\displaystyle \Gamma =\Gamma _{1}+\Gamma _{2}}. Згортка гаусівського та лоренцівського профілю дає фойгтовський профіль, який досить точно описує більшість спектральних ліній. Якщо ширина гаусівського профілю значно менше, ніж ширина лоренцівського, то фойгтовскій профіль, який отримується при їх згортці, виявляється схожим на лоренцівський; у протилежному випадку центральна частина профілю виявляється схожа на гаусівський профіль, а крила спадають приблизно як {\textstyle F(\nu )\approx {\frac {\Gamma }{2\pi (\nu -\nu _{0})^{2}}}}.
У деяких випадках, наприклад, при високому тиску можуть виникати складні, асиметричні профілі спектральних ліній. Профілі спектральних ліній містять велику кількість інформації про умови в середовищі, де вони виникли, оскільки різні механізми розширення призводять до утворення різних профілів.

## Механізми розширення
Існує багато факторів, що призводять до збільшення ширини лінії і через які спектральні лінії не є монохроматичними — вони називаються механізмами розширення.

### Природна ширина
Природна ширина спектральної лінії, також звана мінімальною, зумовлена квантовими ефектами. У рамках класичної механіки таке явище пояснюється радіаційним загасанням, тому природна ширина також називається радіаційною. Якщо середній час життя стану, з якого переходить атом, дорівнює {\displaystyle T}, то через принцип невизначеності енергія цього стану визначена з точністю до {\displaystyle \Delta E=\hbar /T=h/(2\pi T)}, де {\displaystyle \hbar } — наведена стала Планка, {\displaystyle h} — стала Планка. Тоді невизначеність частоти випромінювання, що відповідає цій енергії, становить {\displaystyle \Delta \nu =\Delta E/h}. Оскільки енергія фотона в лінії залежить від енергії і початкового, і кінцевого стану, ширина на піввисоті {\displaystyle \gamma } виражається так:
{\displaystyle \gamma ={\frac {\Delta E_{i}+\Delta E_{j}}{\hbar }}={\frac {1}{T_{i}}}+{\frac {1}{T_{j}}},}
де індекси позначають рівні {\displaystyle i} і {\displaystyle j}. Природна ширина обов'язково присутня у всіх ліній, але, як правило, вона дуже мала в порівнянні з іншими ефектами. Природне розширення спектральної лінії призводить до формування лоренцівського профілю, типове значення природної ширини лінії становить порядку × 10−3 Å, а особливо малі природні ширини мають заборонені лінії.

### Доплерівське розширення
Свій внесок у розширення ліній може давати ефект Доплера — у такому разі розширення називається доплерівським. Якщо джерело випромінювання має ненульову променеву швидкість відносно спостерігача, то довжина хвилі випромінювання, яку реєструє спостерігач, змінюється відносно тієї, яку випромінює джерело: зокрема, спостерігається зміщення ліній у спектрі. Якщо різні частини джерела рухаються з різною променевою швидкістю, наприклад, при його обертанні, то зміщення ліній від різних частин джерела виявляється різним, в спектрі джерела складаються лінії з різним зміщенням і лінії виявляються розширеними. Також, крім руху окремих частин джерела, внесок у доплерівське розширення може давати тепловий рух частинок, що випромінюють у лінії.
Доплерівське зміщення для невеликих променевих швидкостей виражається формулою {\textstyle {\frac {\Delta \nu }{\nu }}={\frac {v_{r}}{c}}}, де {\displaystyle \Delta \nu } — зміщення лінії за частотою, {\displaystyle \nu } — частота лінії, {\displaystyle v_{r}} — променева швидкість, {\displaystyle c} — швидкість світла. При максвеллівському розподілі атомів за швидкостями середня швидкість атома {\displaystyle {\bar {v}}} при температурі {\displaystyle T} та масі атома {\displaystyle m} складає {\textstyle {\bar {v}}={\sqrt {2kT/m}}}, де {\displaystyle k} — стала Больцмана. Середня швидкість відповідає зсуву від центру лінії, на якому інтенсивність лінії в e разів менша, ніж у центрі, а цей параметр досить близький до ширини лінії. Доплерівське розширення, викликане тепловим рухом, призводить до формування гаусівського профілю. Для температур близько кількох тисяч кельвінів ширина ліній в оптичному діапазоні має значення 10−2 — 10−1 Å. В атмосферній фізиці врахування природної ширини спектральної лінії не є важливим, але в астрофізиці його бажано враховувати на рівні з доплерівським розширенням. Для врахування впливу тиску та швидкостей молекул в атмосфері використовується профіль Фойгта.

### Ефекти тиску
Механізми розширення ліній, які зумовлені впливом сторонніх частинок, називаються ефектами тиску, оскільки зі збільшенням тиску збільшується вплив цих частинок. Наприклад, до ефектів тиску відносяться зіткнення збуджених атомів з іншими частинками, внаслідок яких атоми втрачають свою енергію збудження. В результаті середній час життя атома у збудженому стані зменшується, і, відповідно до принципу невизначеності, збільшується розмитість рівня порівняно з природним. Ударне розширення призводить до формування лоренцівського профілю.
Однак зіткнення можуть і робити лінії більш вузькими: якщо ефекти тиску ще не надто сильні, але довжина вільного пробігу атома виявляється меншою, ніж довжина хвилі випромінюваного фотона, то за час випромінювання швидкість атома може змінюватися, що зменшує величину доплерівського розширення. Це явище відоме як ефект Дікке.
Не менший вплив має і проходження частинок повз випромінюючі атоми. При зближенні частки з атомом силове поле поблизу атома змінюється, що призводить до усунення енергетичних рівнів в атомі. Через рух частинок зміщення рівнів постійно змінюється і різниться між атомами в певний момент часу, тому лінії також виявляються розширеними. Найбільш сильно впливає ефект Штарка: проходження заряджених частинок, таких як іони та вільні електрони, викликає змінне зміщення енергетичних рівнів в атомі.

### Ефект Зеемана та ефект Штарка
При впливі магнітного поля енергетичні рівні атомів розщеплюються на кілька підрівнів з близькими значеннями енергії. З різних підрівнів одного рівня можливі переходи на різні підрівні іншого рівня, причому енергії таких переходів відрізняються, і отже, спектральна лінія розщеплюється на три або більше спектральних ліній, кожна з яких відповідає певному переходу між підрівнями. Це явище відоме як ефект Зеємана. При ефекті Зеемана профілі розщеплених частин лінії часто зливаються між собою, що викликає розширення лінії, а не розщеплення.
Ефект Штарка, що виникає в постійному електричному полі, також призводить до розщеплення енергетичних рівнів, і, як наслідок — розщеплення спектральних ліній, як і ефект Зеемана.

## Застосування

### Апроксимація кривої

Чорна крива складається із суми двох лоренцівських контурів, кожен із шириною, що дорівнює 1, розділених однією повною шириною. Синя крива має амплітуду:, а червона крива:.

Деякі спектроскопічні дані (наприклад, залежність інтенсивності від довжини світла) можна апроксимувати сумою окремих контурів. Зокрема, коли застосуємо закон Бера:
{\displaystyle I_{\lambda }=\sum _{k}\varepsilon _{k,\lambda }c_{k}\,,}
то виміряна інтенсивність {\displaystyle I} на довжині хвилі {\displaystyle \lambda } є лінійною комбінацією інтенсивностей, обумовлених окремими компонентами з різними індексами {\displaystyle k}, при концентрації {\displaystyle c_{k}}, {\displaystyle \varepsilon } — коефіцієнт ослаблення, що залежить від довжини хвилі. У таких випадках експериментальні дані за допомогою апроксимації можна розкласти на суму окремих кривих. Цей процес також можна використовувати для Фур'є-образу з подальшим застосуванням зворотного перетворення, що називають деконволюцією. У той же час деконволюція кривої і апроксимація кривої — це зовсім не пов'язані між собою різні математичні процедури.
Підгонку кривої можна проводити двома різними способами. У першому способі вважається, що форми та параметри ліній {\displaystyle p_{0}} і {\displaystyle w} окремих компонентів кривих отримані експериментально. І тут експериментальну криву можна розкласти, використовуючи лінійний метод найменших квадратів просто для визначення концентрацій компонент. Цей процес використовується в аналітичній хімії для визначення складу суміші компонент з відомими спектрами молярної поглинальної здатності. Наприклад, якщо висота двох ліній дорівнює {\displaystyle h_{1}} і {\displaystyle h_{2}}, то {\displaystyle c_{1}=h_{1}/\varepsilon _{1}} і {\displaystyle c_{2}=h_{2}/\varepsilon _{2}}.
У другому способі параметри форми лінії невідомі. Інтенсивність кожної компоненти є функцією принаймні трьох параметрів: положення спектральної лінії, висоти (амплітуди) та ширини на піввисоті. Крім того, одна або обидві функції, що описують контур спектральної лінії та функції для фонового сигналу можуть бути відомі неточно. Якщо два або більше параметрів апроксимуючої кривої невідомі, необхідно використовувати метод найменших квадратів для нелінійних функцій. Надійність апроксимації даних у цьому випадку залежить від можливості поділу компонентів, їх контурів та відносної висоти, а також від відношення сигнал/шум для даних. Коли криві гаусівського профілю використовуються для розкладання набору спектрів {\displaystyle N_{\text{sol}}} на криві {\displaystyle N_{\text{pks}}}, {\displaystyle p_{0}} і {\displaystyle w} параметри є однаковими для всіх ліній спектру {\displaystyle N_{\text{sol}}}. Це дозволяє розрахувати висоту кожної кривої Гауса в кожному спектрі (параметри {\displaystyle N_{\text{sol}}\cdot N_{\text{pks}}}) за допомогою (швидкої) процедури апроксимації методом найменших квадратів, у той час як {\displaystyle p_{0}} та параметри {\displaystyle w} ({\displaystyle 2\cdot N_{\text{pks}}} параметрів) можуть бути отримані за допомогою нелінійної апроксимації методом найменших квадратів для експериментальних даних по всьому спектру одночасно, що різко знижує кореляцію між оптимізованими параметрами.

### Диференційна спектроскопія

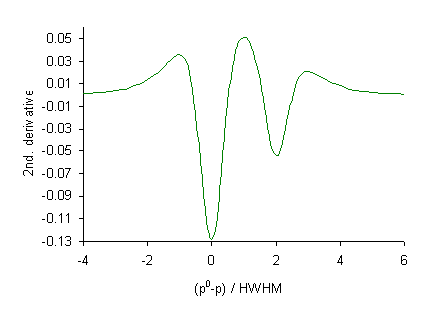
Друга похідна суми лоренцівських контурів, кожен із шириною на піввисоті, що дорівнює 1, розділених однією шириною. Два лоренціани мають висоти 1 та 0,5, відповідно.

Спектроскопічні дані можна чисельно продиференціювати.
Коли набір даних складається з рівновіддалених один від одного значень (однаковий крок за довжиною хвилі), для згладжування даних можна використовувати метод згортки Савицкого — Голея. Вибір найкращої функції згортки залежить насамперед від відношення сигнал/шум. Перша похідна (нахил, {\displaystyle dy/dx}) всіх одиночних контурів дорівнює нулю у позиції максимуму. Це також вірно для третьої похідної; непарні похідні можуть використовуватися для визначення положення максимуму піку.
Другі похідні, {\displaystyle d^{2}y/dx^{2}}, для функцій Гауса та Лоренца мають зменшену ширину на піввисоті. Це можна використовувати для покращення спектрального розділення. На діаграмі показана друга похідна чорної кривої діаграми вище. У той час як менший компонент дає плече в спектрі, він з'являється як окремий пік у 2-ї похідної. Четверті похідні, {\displaystyle d^{4}y/dx^{4}}, також можна використовувати, коли відношення сигнал/шум у спектрі досить високе.

### Деконволюція
Деконволюцію можна використовуватиме поліпшення спектрального розділення. У разі ЯМР-спектрів процес відносно простий, тому що контури ліній — лоренціани, і згортка лоренціана з іншим лоренціаном також є лоренціаном. Перетворення Фур'є лоренціана є експонентою. У часовій області (після перетворення Фур'є) згортка стає множенням. Отже, згортка суми двох лоренціанів стає множенням двох експонент у часовій області. Оскільки Фур'є спектроскопія ЯМР виконується в часовій області, ділення даних на експоненту еквівалентно деконволюції частотної області. Відповідний вибір експоненти призводить до зменшення ширини лінії частотної області. Цей метод практично застарів завдяки досягненням технології ЯМР. Аналогічний процес застосовувався для підвищення роздільної здатності інших типів спектрів з тим недоліком, що для спектру потрібно виконати перетворення Фур'є, а потім зворотне перетворення після застосування функції деконволюції в часовій області.

## Інструментальний профіль
Крім механізмів розширення, на профіль лінії впливає апаратна функція приладів та їх спектральна роздільна здатність. Оптичні інструменти мають скінченну роздільну здатність, зокрема, через дифракцію, тому навіть досить вузька лінія все одно матиме деяку ширину і профіль, званий інструментальним — часто інструментальний профіль і визначає ширину спостережуваної лінії.
Апаратна функція може мати різну форму — її можуть описувати, наприклад, трикутною функцією, експоненційною функцією або функцією Гауса, а також багатьма іншими. Вона може бути розрахована теоретично за відомими параметрами вимірювального приладу, проте найчастіше її визначають з експериментальних даних.

## Історія
Лорд Релей у 1889 році запропонував першу теорію для пояснення розширення спектральних ліній розріджених газів. Він припустив, що ефект Доплера і випадковий розподіл атомів або молекул за швидкостями призводить до гауссівського контуру спектральної лінії.
Майкельсон у 1895 році припустив, що контур спектральної лінії визначається не тільки ефектом Доплера, а й ударним розширенням через обмеження кількості коливань через різкі зміни фази під час зіткнень. Він розглянув випромінювання атома, що переривається зіткненнями з іншими частинками, і ввів поняття спектральної густини випромінювання {\displaystyle I(\omega )}. Для монохроматичного випромінювання певної частоти обмеження часу через зіткнення призводить до скінченності імпульсу в часі, що транслюється в частотну область Фур'є-спектра. Таке різке обмеження синусоїдального сигналу за допомогою прямокутного вікна призводить до наступної форми спектральної лінії:
{\displaystyle I(\omega )=I_{0}{\frac {\sin ^{2}(\tau _{s}(\omega -\omega _{0})/2)}{\pi \tau _{s}(\omega -\omega _{0})^{2}/2}}\,,}
де {\displaystyle I_{0}} — площа під графіком, {\displaystyle \omega _{0}} — центральна частота, {\displaystyle \tau _{s}} — тривалість вікна, визначена як відношення середнього пробігу молекул до часу між зіткненнями.
Лоренц, починаючи з 1892 року, розвивав теорію будови матерії з урахуванням електромагнетизму Максвелла і розглянув задачу про осцилятор з різними механізмами затухання (зокрема, зіткненнями) і прийшов до профілю, названого лоренцівським (або лоренціаном). Майкельсонівський профіль {\displaystyle L(\omega )} також можна пов'язати з лоренцівським шляхом заміни в чисельнику {\displaystyle \tau _{s}} на {\displaystyle t} та усереднення по експоненційному розподілу часу зіткнення виду {\displaystyle \tau _{s}^{-1}e^{-t/\tau _{s}}}:
{\displaystyle L(\omega )=I_{0}\int _{t=0}^{\infty }{\frac {\sin ^{2}(t(\omega -\omega _{0})/2)}{\pi \tau _{s}^{2}(\omega -\omega _{0})^{2}/2}}e^{-t/\tau _{s}}dt={\frac {\pi ^{-1}1/\tau _{s}}{(\omega -\omega _{s})^{2}+1/\tau _{s}^{2}}}\,.}
Лоренц не отримав вираз для лоренціана у вигляді спектра і виявив, що в рамках кінетичної теорії розширення спектральних ліній не узгоджуються з експериментом.
Для пояснення ширини лоренцівскої лінії виявилося, що необхідно врахувати слабкий вплив збурень від пролітаючих поблизу випромінюючої молекули інших молекул, які не відчувають жорстких зіткнень, але можуть викликати стрибки фази випромінюваної хвилі завдяки силам Ван-дер-Ваальса. Ці так звані оптичні зіткнення часті і порушують когерентність монохроматичної хвилі. Віктор Вайскопф на початку 1930-х років врахував вплив досить сильних зіткнень, які змінювали фазу хвилі на радіан і більше. Врахування слабших змін фази було виконане Е. Ліндгольмом, який також знайшов додатковий зсув контуру спектральної лінії в адіабатичному наближенні для слабких зіткнень, що не змінюють енергії в молекулах. Теорія Ліндгольма, побудована ним у 1945 році, пояснювала форму спектральної лінії поблизу центральної частоти та призводила до лоренцівського контуру, а також зсуву, пропорційного тиску. Удари — сильні зіткнення, що супроводжуються сильною енергетичною взаємодією — визначають форму крил спектральної лінії. Червоне та фіолетове крила виходять асиметричними — цей висновок лише якісно узгоджується з експериментом.
Відсутність зсуву центральної спостережуваної лінії у зіткненнях однакових молекул була пояснена в неадіабатичній теорії зіткнень Філіпа Андерсона 1949 року, розробленій для інфрачервоної та мікрохвильової областей спектра. Ця теорія розглядала переходи, викликані майже миттєвими ударами випромінюючого атома іншими частинками, які рухаються згідно з класичною теорією розсіювання. Теорія Андерсона призводить до профілю лінії, що визначається сумою за всіма можливими дипольними переходами, кожному з яких відповідає лоренцівський контур з певною інтенсивністю і шириною лінії, що відповідає окремим незалежним лініям. Розгляд додатково слабких зіткнень у рамках теорії збурень дозволили Мишелю Беранже в 1958 врахувати взаємний вплив сусідніх рівнів на переходи. Оптичні зіткнення зустрічаються значно частіше, ніж сильні удари і сильний вплив на форму крил спектральних ліній. Трактування траєкторій частинок у рамках квантової механіки призводить до асиметричної лоренцівської форми спектральних ліній. Повна двочастинкова теорія зіткнень була побудована в 1963 році Уго Фано.

## Виноски
1. ↑  Максимуми піків компонент у спектрі відповідають мінімумам 2-ї похідної та максимумам 4-ї похідної.